# Johannes Jantze
Johannes Jantze (ur. 19 marca 1983 w Mariental) – namibijski piłkarz występujący na pozycji pomocnika.

## Kariera klubowa
Jantze seniorską karierę rozpoczynał w 2000 roku w drugoligowym zespole Bee Bob Brothers Marienthal. Spędził tam rok. W 2001 roku przeszedł do pierwszoligowego United Africa Tigers. W 2002 roku wyjechał do Niemiec, gdzie został graczem GFC Düren 09 z Oberligi Nordrhein (IV liga).
W 2003 roku podpisał kontrakt z drugoligowym MSV Duisburg. Przez rok nie rozegrał tam jednak żadnego spotkania. W 2004 roku przeniósł się do Rot-Weiß Oberhausen, także grającego w 2. Bundeslidze. Spędził tam rok, w ciągu którego nie zagrał tam jednak w żadnym meczu. W 2005 roku odszedł do amatorskiego TuS Schmidt, gdzie występował przez rok.
W 2006 roku Jantze wrócił do Namibii, gdzie został graczem klubu Civics FC. W 2007 roku zdobył z nim mistrzostwo Namibii, a w 2008 roku Puchar Namibii. W 2011 roku odszedł do Eleven Arrows FC. W tym samym roku przeniósł się do angolskiego Progresso do Sambizanga. Po sezonie 2012 przeszedł do FC Bravos do Maquis z którym w 2015 roku zdobył Puchar Angoli.
W 2016 roku Jantze został zawodnikiem klubu Sport Luanda e Benfica. W latach 2016–2017 znów grał w FC Bravos.

## Kariera reprezentacyjna
W latach 2001–2007 w reprezentacji Namibii Jantze rozegrał 3 spotkania.